# Meriania huilensis
Meriania huilensis är en tvåhjärtbladig växtart som beskrevs av John Julius Wurdack. Meriania huilensis ingår i släktet Meriania och familjen Melastomataceae.
Artens utbredningsområde är Colombia. Inga underarter finns listade i Catalogue of Life.